# Gran Premi Ciclista de Montreal
El Gran Premi Ciclista de Montreal (en francès Grand Prix Cycliste de Montréal) és una cursa ciclista d'un sol dia que es disputa a Montreal, Canadà. La primera edició tingué lloc el 12 de setembre de 2010. La cursa forma part del programa ProTour el 2010 i de l'UCI World Tour des del 2011. Es disputa dos dies després del Gran Premi Ciclista de Quebec. La prova suposà el retorn del ciclisme professional a Montreal, 18 anys després de la desaparició del Gran Premi de les Amèriques, el 1992.

## Palmarès
| Any  | Vencedor                   | Segon                         | Tercer                     |         |
| ---- | -------------------------- | ----------------------------- | -------------------------- | ------- |
| 2010 | Robert Gesink              | Peter Sagan                   | Ryder Hesjedal             |         |
| 2011 | Rui Alberto Faria da Costa | Pierrick Fédrigo              | Philippe Gilbert           |         |
| 2012 | Lars Petter Nordhaug       | Moreno Moser                  | Aleksandr Kólobnev         |         |
| 2013 | Peter Sagan                | Simone Ponzi                  | Ryder Hesjedal             |         |
| 2014 | Simon Gerrans              | Rui Alberto Faria da Costa    | Tony Gallopin              |         |
| 2015 | Tim Wellens                | Adam Yates                    | Rui Alberto Faria da Costa |         |
| 2016 | Greg Van Avermaet          | Peter Sagan                   | Diego Ulissi               |         |
| 2017 | Diego Ulissi               | Jesús Herrada López           | Tom-Jelte Slagter          |         |
| 2018 | Michael Matthews           | Sonny Colbrelli               | Greg Van Avermaet          |         |
| 2019 | Greg Van Avermaet          | Diego Ulissi                  | Iván García Cortina        |         |
| 2020 | suspesa                    | suspesa                       | suspesa                    | suspesa |
| 2021 | suspesa                    | suspesa                       | suspesa                    | suspesa |
| 2022 | Tadej Pogačar              | Wout van Aert                 | Andrea Bagioli             |         |
| 2023 | Adam Yates                 | Pàvel Sivakov                 | Alexander Aranburu Deba    |         |
| 2024 | Tadej Pogačar              | Peio Bilbao López de Armentia | Julian Alaphilippe         |         |